# Чернацький сільський округ
Черна́цький сільський округ (каз. Шорнақ ауылдық округі, рос. Чернакский сельский округ) — адміністративна одиниця у складі Сауранського району Туркестанської області Казахстану. Адміністративний центр — село Чернак.
Населення — 12153 особи (2021; 11102 у 2009, 9495 у 1999, 7153 у 1989).
Станом на 1989 рік існувала Чернацька сільська рада (села Кизиласкер, Максим Горький, Чернак, селище Роз'їзд 32). 2023 року ліквідовнао селище Роз'їзд 32
.

## Склад
До складу округу входять такі населені пункти:
| Населений пункт                   | Колишні назви  | Населення, осіб (1989) | Населення, осіб (1999) | Населення, осіб (2009) | Населення, осіб (2021) |
| --------------------------------- | -------------- | ---------------------- | ---------------------- | ---------------------- | ---------------------- |
| Аша, село                         | Максим Горький | 1642                   | 2777                   | 3481                   | 3323                   |
| --Будинок Жоламанова              | -              | -                      | -                      | -                      | 7                      |
| Космезгіл, село                   | Кизиласкер     | 3134                   | 3698                   | 4569                   | 5053                   |
| --АТК                             | -              | -                      | -                      | -                      | 8                      |
| --Будинок Оспанова-Кудайбергенова | -              | -                      | -                      | -                      | 5                      |
| --Кормова база                    | -              | -                      | -                      | -                      | 4                      |
| --МТФ                             | -              | -                      | -                      | -                      | 10                     |
| Роз'їзд 32, станційне селище      | -              | 507                    | 165                    | 66                     | 59                     |
| Чернак, село                      | -              | 1870                   | 2855                   | 2986                   | 3680                   |
| --РЕС                             | -              | -                      | -                      | -                      | 4                      |